# SCOBY

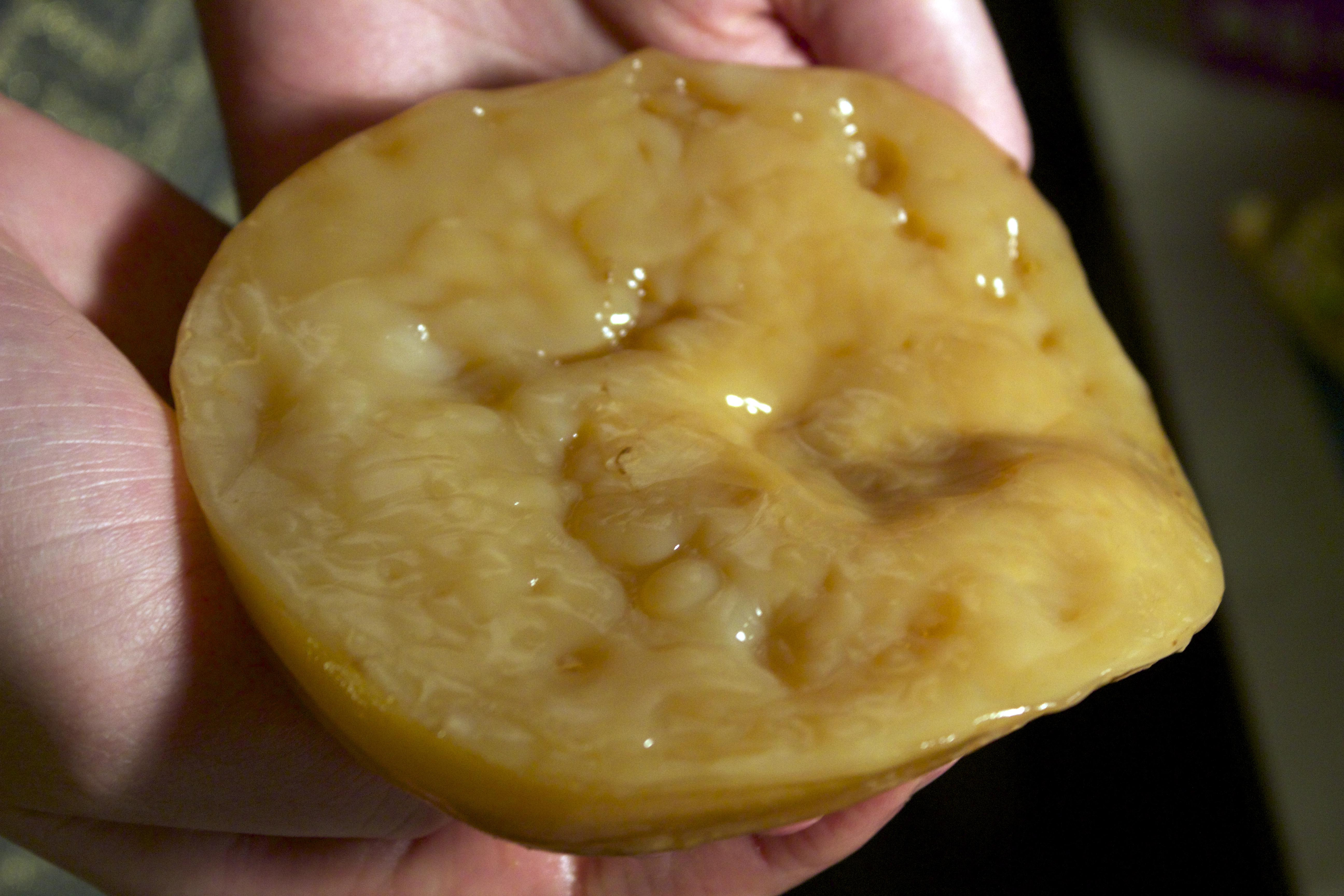
Mans subjectant una colònia SCOBY.

L'SCOBY (Symbiotic Culture of Bacteria and Yeast), també anomenat fong mare o fong de te, és una colònia simbiòtica de bacteris i llevats, que formen un biofilm de cel·lulosa. Aquest consorci s'utilitza principalment per la fermentació de la kombutxa, una beguda elaborada, generalment, a partir de te negre ensucrat o te verd.
El biofilm de cel·lulosa confereix un ambient aeròbic als bacteris i un anaeròbic als llevats, a més d'adherència i resistència envers condicions adverses, com la radiació UV, la deshidratació o l'elevada pressió hidroestàtica. D'aquesta manera es permet que els microorganismes presents en la colònia es trobin sota condicions òptimes que propiciïn la seva existència, a més d'evitar la proliferació de microorganismes contaminants i perjudicials que puguin malmetre el producte final.
Els microorganismes que formen part del consorci són bacteris de l'àcid acètic, com Acetobacter, Gluconacetobacter i Komagataeibacter, bacteris de l'àcid làctic, com Lactobacillus i Lactococcus, i llevats com Saccharomyces, Zygosaccharomyces i Schizosaccharomyces. Destacant Gluconacetobacter com el gènere bacterià més present a l'SCOBY i Zygosaccharoyces en el cas dels llevats. Aquests són osmòfils, és a dir, tenen l'habilitat d'adaptar-se a entorns amb pressions osmòtiques elevades, com per exemple en condicions d'elevada concentració de sucres, presents en el procés d'obtenció de la kombutxa.
Segons fonts històriques, l'origen de l'SCOBY està relacionat amb el sorgiment de la kombutxa, probablement a Manxúria, una regió històrica ubicada al nord-est de la Xina, al 220 aC.

## Fermentació
La fermentació s'aconsegueix gràcies a la simbiosi present entre els diversos microorganismes que conformen l'SCOBY; que permeten la realització de diferents activitats metabòliques segons el substrat, la quantitat de sucres, el pH, l'oxigen i la geometria de l'envàs on es prepari. Factors com el temps i la varietat d'organismes que estiguin presents en la colònia simbiòtica, donaran lloc a diferents productes finals. A més a més, la temperatura de fermentació també té un paper important, donat que el rang òptim de producció es troba entre els 20 i 30 °C.
Tot i així, la temperatura òptima pot variar segons el microorganisme, ja que mentre que el gènere Gluconacetobacter participa en diferents condicions de temperatura, alguns gèneres com Acinetobacter, Propionibacterium o Lactobacillus, entre d'altres, presenten un major creixement quan la fermentació es du a terme a temperatures elevades, afectant així a la composició final del producte.
Durant el curs de la fermentació, hi ha diferents microorganismes degut a les variacions en les condicions del medi. Al principi, en haver-hi una elevada concentració de sucres, hi ha una predominància d'osmotolerants fermentatius, com Schizoaccaromyces pombe, Zygosaccharomyces sp. o Torulaspora delbrueckii. Mentre que després de la fermentació de l'àcid acètic, la major part són àcid tolerants, com Candida stellata i Dekkera sp.
Cada microorganisme del consorci realitza diferents funcions. Per una banda, els llevats hidrolitzen la sacarosa en fructosa i glucosa gràcies a la presència de l'enzim invertasa, i la glucosa és convertida en etanol, generalment per Saccharomyces spp. per la via de la glicòlisi, i Zygosaccharomyces spp. a partir de la fructosa. Els bacteris acètics, en contra, oxiden aquest etanol per a produir àcid acètic, amb l'ajuda de l'alcohol deshidrogenasa i l'aldehid deshidrogenasa. A més, l'àcid acètic contribueix a la formació d'etanol per part dels llevats, enfortint la relació de simbiosi. Addicionalment, els bacteris de l'àcid acètic també produeixen, a partir de glucosa, àcid glucorònic, un component el qual s'ha associat a efectes beneficiosos per a la salut pel que fa a la desintoxicació hepàtica xenobiòtica, és a dir, es combina amb molècules tòxiques i facilita la seva eliminació.

Tot i que la fermentació suposa un procés bastant segur, poden aparèixer problemes, sobretot en la producció casolana de kombutxa. En alguns casos poden apreciar-se taques o zones amb floridura blanca a l'SCOBY, presència de larves provinents de la mosca de la fruita, o aparença fosca i seca que indica la "mort" de l'SCOBY, deixant d'intervenir en la fermentació.

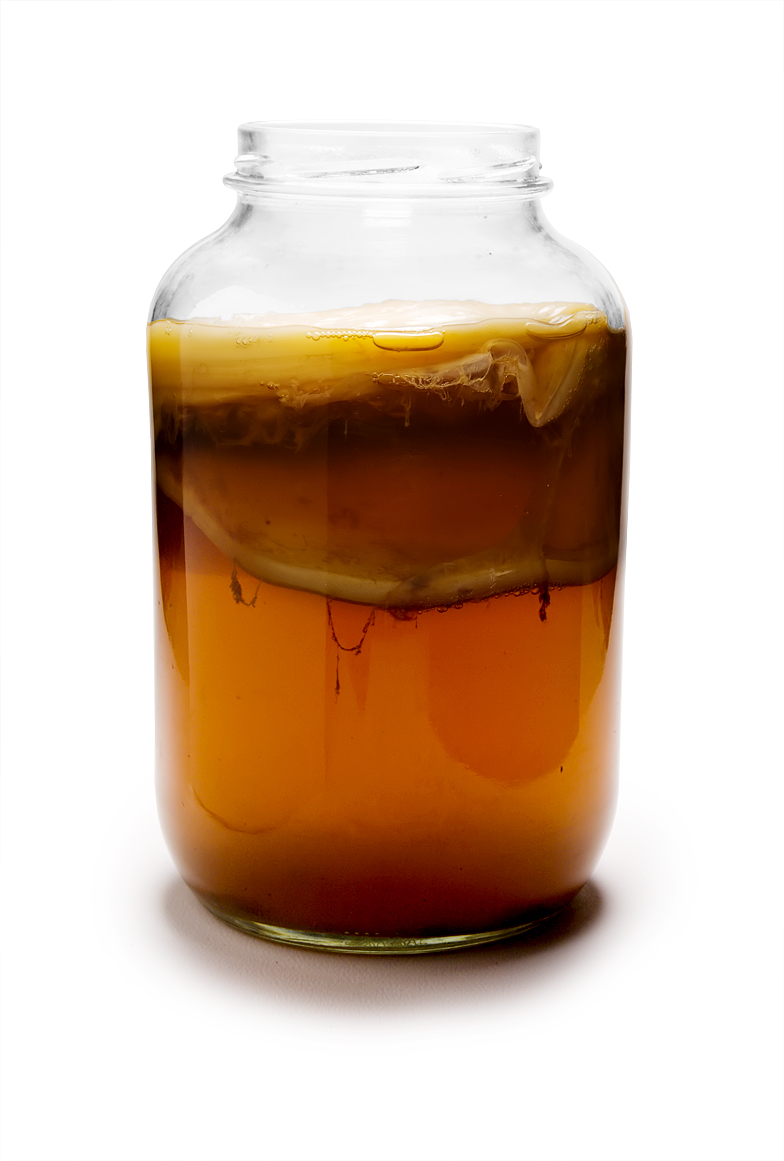
Colònia SCOBY disposada a la part superior d'una gerra de Kombutxa.

## Obtenció del SCOBY
La forma més comuna d'obtenir un SCOBY és partint de la beguda kombutxa, afegint una part d'aquesta, sigui comercial o d'anteriors fermentacions (backslopping), juntament amb te verd o negre, prèviament refredat per no alterar els microorganismes que participen, i sucre.
Seguidament, es deixa fermentar la mescla, i passats 7 o 8 dies a una temperatura aproximada de 15 - 30 °C, podrem veure en la part superior una biopel·lícula, la qual és la colònia formant-se. A mesura que passin els dies aquesta augmentarà el seu gruix, arribant als 8-12 mm, i acabarà dipositant-se en el fons del recipient. Aquest serà un nou SCOBY que es conservarà en un brou de te i que podrà ser reutilitzat per a següents fermentacions, similar al que passa en el cas de la massa mare del pa, seguint amb el cicle de fermentació backslopping.

## Característiques del Biofilm
Podem distingir tres capes, considerant que la formació d'un nou SCOBY es produeix en la part superior del recipient, tenint una de les superfícies en contacte amb l'aire, i l'alta en contacte amb el líquid. La capa inferior, en contacte amb el líquid, estaria formada majoritàriament per agregats de bacteris juntament amb una xarxa de cel·lulosa, en la qual s'acumula la biomassa. D'altra banda, la capa superior, en contacte amb l'aire, contindrà els llevats i bacteris juntament amb fibres de cel·lulosa. També distingim una tercera capa entre aquestes dues capes ja esmentades, que podria intervenir en el creixement del biofilm. A mesura que es van fent fermentacions successives, aquest biofilm es fa més gruixut i més robust, on visualment es poden veure diferents discs units entre ells per filaments.
Les fibres de cel·lulosa s'obtenen gràcies a la gluconeogènesi, duta a terme pel bacteri acètic Komagataeibacter xylinus, a partir de glucosa, etanol, glicerol o sacarosa. Aquests components permetran indirectament la síntesi de la uridina difosfat de glucosa, el precursor de la cel·lulosa. Seguidament, la cel·lulosa sintasa polimeritzarà la glucosa a partir dels precursors, mitjançant l'enllaç β1→4, i expulsarà a l'exterior les protofibril·les. Un cop a l'espai extracel·lular, aquestes fibril·les s'associen en microfibril·les de major gruix, generant la capa cel·lulòsica.
A més a més, la producció de la cel·lulosa que compon el biofilm dependrà de factors com el temps d'incubació, la superfície de la qual es disposi o el volum inicial d'inòcul afegit a la fermentació.

## Aplicacions

### Kombutxa
L'ús més comú del SCOBY és per la producció de kombutxa, tant per la seva fermentació com conservació, ja que genera productes amb propietats antimicrobianes i conservants, com per exemple àcids orgànics, d'entre els quals destaca l'acètic. Aquests impedeixen que es contamini amb bacteris potencialment patògens, contribuint també a la consideració de la kombutxa com a probiòtic. A més, l'activitat metabòlica resultant del procés de fermentació de l'SCOBY permet obtenir minerals essencials com el coure, el manganès, el níquel, el ferro i el zinc; que ajuden al bon funcionament de les rutes fisiològiques bàsiques. També s'obtenen les vitamines C i B, que contribueixen a l'efecte antioxidant que presenta la kombutxa, àcids orgànics, enzims i bacteriocines.
Segons el tipus de te utilitzat, els beneficis per la salut varien. En el cas del te verd, se li associen propietats antiinflamatòries, anticanceroses i d'antiradiació i, a més a més, té una elevada concentració de polifenols, concretament d'epigalocatequina-3-galat (EGCG), i conté vitamina C, sent un te més antioxidant que el negre. No obstant això, el te negre té una gran quantitat de tearubigines, teaflavines i polifenols complexos.

### Bioplàstics
La cel·lulosa produïda pels bacteris es pot usar com a substitut de la cel·lulosa d'origen vegetal, ja que en tenir unes microfibril·les molt més fines i un menor nivell de ramificació, dona lloc a una matriu compacta, que és més higroscòpica i pura, té una major resistència mecànica en condicions humides, i una elevada àrea superficial. A més a més, la cel·lulosa d'origen bacterià té aplicacions com a material per a bioplàstics, per a envasar productes, com a additiu alimentari, entre d'altres. Això es deu al fet que és altament cristal·lina i porosa, biocompatible i no tòxica, ja que no conté lignina ni hemicel·lulosa.

### Biofiltres
El biofilm format per l'SCOBY també pot ser utilitzat com a filtre, anomenat "Living Filtration Membranes", útil per a obtenir aigua filtrada de manera sostenible, aprofitant que és un material biodegradable, hidrofílic i que presenta una gran resistència.
L'estructura del biofilm permet obtenir unes membranes d'ultrafiltració d'un gruix d'entre 1 i 1,5 mm, amb la capacitat de reduir la major part de microorganismes contaminants de l'aigua, com l'Escherichia coli; sense la necessitat de realitzar altres procediments típics del tractament d'aigües, com la coagulació. Tot i això, el tractament d'aigua no és l'única aplicació d'aquests biofiltres, sent també rellevants en la filtració o concentració de productes alimentaris com la cervesa i la llet.
A més, donat que es tracta d'un biofiltre format per microorganismes productors de cel·lulosa, en cas que es trenqui la membrana aquesta serà reconstituïda fàcilment. Així doncs, com que els components necessaris per a la fabricació d'aquestes membranes són fàcils d'aconseguir, permet que la producció dels biofiltres sigui més accessible.
L'ús dels biofiltres també redueix els impactes ambientals, ja que, a diferència de la producció de les membranes polimèriques convencionals, els biofiltres no requereixen l'ús de dissolvents orgànics nocius. Per tant, també s'evita que els fabricants desenvolupin reaccions neurotòxiques, perquè no s'exposen a aquests elements potencialment tòxics.

### Biomedicina
En l'àmbit de la biomedicina, la cel·lulosa bacteriana es pot utilitzar com a apòsits per a les ferides, gràcies a l'elevada capacitat de retenir aigua, i també per ajudar a la regeneració dels vasos sanguinis. A més, l'estructura cel·luloide té propietats mecàniques i químiques que li confereixen la capacitat de formar nanoestructures, que poden ser usades com a vehicle per administrar certs fàrmacs. D'aquesta manera, s'obté un sistema controlat d'alliberació del fàrmac que permet augmentar la seva biodisponibilitat, fent que l'eficàcia del principi actiu sigui més elevada, ja que encapsula el fàrmac i el protegeix de la degradació.
Actualment, s'estan realitzant estudis on fan ús de la xarxa nanofibril·lar de cel·lulosa per a encapsular fàrmacs antiinflamatoris, anticancerosos i biomolècules, com per exemple els anticossos.

### Altres
Una altra possible aplicació és la del tractament d'efluents industrials, degut a la seva capacitat d'eliminació de metalls pesants com el plom o el níquel de l'aigua, sent comparables als mètodes tradicionals en què s'utilitzen fangs activats. Així doncs, tenen un gran potencial en bioremediació.
També, s'ha contemplat com a additiu alimentari en la dieta d'animals degut als seus efectes beneficiosos per la salut, substituint així els medicaments sintètics per uns de naturals, sent aquests més econòmics i evitant l'aparició de resistències per part dels microorganismes.
En l'àmbit de la moda, es podria arribar a utilitzar per a l'elaboració de pell vegana. Tanmateix, els principals problemes que presenta aquesta proposta i que dificulten el seu escalat en la indústria són l'absorció de la humitat, provinent tant de l'aire com de la persona que la porta, una olor semblant al de la cervesa i la seva fragilitat davant temperatures baixes.